# فالديزاتي
بلدية فالديزاتي (بالإسبانية: Valdezate)‏, هي إحدى بلديات مقاطعة برغش, التي تقع في منطقة قشتالة وليون, والتي تقع في شمال غرب إسبانيا.
يبلغ عدد سكانها 181 نسمة وفقاً لإحصائية سنة (2002).